# Recovery Time Objective
Il Recovery Time Objective (RTO) è il tempo necessario per il pieno recupero dell'operatività di un sistema o di un processo organizzativo in un sistema di analisi Business Critical System (ad esempio implementazioni di politiche di Disaster recovery nei Sistemi Informativi).
 È in pratica la massima durata, prevista o tollerata, del downtime occorso. Nel calcolo del RTO deve essere compreso anche il tempo, successivo all'esecuzione del recupero - mediante il job di backup prescelto - di verifica di idoneità del sistema/informazione ripristinati: in pratica, l'utente o il servizio devono accedere al recuperato prontamente e pienamente, senza altre attese o buchi.
Aspetto di primaria importanza riveste il fatto che il valore di RTO sia definito, conosciuto e verificato, tenendo presente che se è pur vero che un downtime lungo danneggia la possibilità di fruire del servizio più di uno breve, il danno maggiore deriva dall'inconsapevolezza di quanto possa essere il tempo previsto per il ripristino dei servizi danneggiati.

## Ridurre l'RTO
Un'utile misura per la riduzione dell'RTO consiste nell'avere dei backup dei dati disponibili integralmente su siti secondari qualora il sito primario risulti danneggiato.